# 坂口光晴
坂口 光晴（さかぐち みつはる、1953年 - ）は、日本の理学療法士、保健学者（リハビリテーション科学・福祉工学）。学位は修士（経営学）（浜松大学・2005年）。佛教大学保健医療技術学部准教授。
東京都立養育院附属病院理学療法士、浜松医科大学医学部附属病院理学療法士、磐田市立総合病院理学療法士、はまなこ病院リハビリテーション部部長、常葉学園医療専門学校教頭、佛教大学保健医療技術学部助教授などを歴任した。

## 概要
愛知県出身のリハビリテーション科学や福祉工学を専攻する保健学者である。浜松リハビリテーション研究会を結成し、長年にわたって理学療法士や作業療法士らの技術の向上を図るなど、静岡県や愛知県の医療の維持発展に力を尽くした。東京都立養育院附属病院や浜松医科大学医学部附属病院、磐田市立総合病院にて理学療法士として勤務し、はまなこ病院のリハビリテーション部の部長や常葉学園医療専門学校の教頭を経て、佛教大学で教鞭を執った。

## 来歴

### 生い立ち
1953年（昭和28年）、愛知県にて生まれた。高等学校を卒業し、高知学園が設置・運営する高知リハビリテーション学院に進学した。理学療法学科で学び、1975年（昭和50年）3月に卒業した。
高知リハビリテーション学院卒業後は、東京都により設置・運営される東京都立養育院に採用され、附属病院にて理学療法士として勤務した。さらに、国が設置・運営する浜松医科大学に転じ、医学部の附属病院にて理学療法士として勤務した。その後、磐田市が設置・運営する磐田市立総合病院にて理学療法士として勤務した。また、医療法人設置のはまなこ病院にリハビリテーション部長として勤務した。
1991年（平成3年）、通商産業省（現 経済産業省）所管の独立行政法人 日本貿易振興会（JETRO）より福祉機器の専門官として、スウェーデン・フィンランド・オランダ・オーストリア・ドイツ・イギリス・フランスのヨーロッパ7カ国に派遣され、福祉機器の選定をした。

### 保健学者として
常葉学園が常葉学園医療専門学校を新設することになり、その教頭として赴任する。なお、教頭と同時に教務部の部長も兼務していた。ダブルスクールに励む学生らとともに、自らも佛教大学の門を叩いた。1996年（平成8年）4月に入学し、社会福祉学科の通信教育課程にて学んだ。2000年（平成12年）3月に卒業を果たし、学士の学位を取得した。さらに常葉学園が設置・運営する浜松大学の大学院に進学し、経営学研究科にて学んだ。2005年（平成17年）3月に修了し、修士（経営学）を取得した。なお、熊本大学の大学院にも進学しており、自然科学研究科にて学んだ。熊本大学の大学院における博士後期課程を退学した。
高知リハビリテーション学院での恩師である中屋久長より「佛教大学に新しく保健医療技術学部ができるので手伝わないか」と招聘され、佛教大学への赴任を決意する。佛教大学の保健医療技術学部準備室にて主任に就任した。2006年（平成18年）4月に佛教大学で助教授に就任し、2007年（平成19年）4月より職位が准教授となった。保健医療技術学部においては、主として理学療法学科の講義を担当した。

## 研究
専門は保健学であり、特にリハビリテーション科学や福祉工学といった分野の研究に従事していた。また、「治療技術をしっかり身につけて、治せる理学療法士・作業療法士が必要とされます。養成校時代の知識と技術で、経験年数だけの理学療法士・作業療法士は淘汰されるでしょう」と警鐘を鳴らしており、弛まぬ学習と研鑽の必要性を訴えている。
自ら浜松リハビリテーション研究会を結成し、静岡県や愛知県の理学療法士や作業療法士らの技術の向上を図っている。かつて、転勤したばかりで頼れる先輩もいない職場にて、大腿部を切断した患者が緊急入院してきた。その際、一年前に日本理学療法士協会の研修会に参加した時のノートに頼りつつ、東京医科歯科大学リハビリテーション部に電話で指導を仰ぐことで乗り切った。その結果、患者は自立して退院していった。このとき、研修会に参加していてよかったと安堵するとともに、学習の必要性を痛感したという。ところが、当時は研修会の開催自体が少なく、特に地方の医療従事者が参加するのは困難であった。そこで、同じ志を持つ理学療法士や作業療法士を募り、講師を招いて地方で研修会を開催することを発案する。ただ、理学療法士や作業療法士の存在がまだ珍しかった時代であり、同志を集めること自体が困難であった。浜松リハビリテーション研究会を起ち上げて同志を募り、1990年（平成2年）に初めての研修会の開催に漕ぎつけた。浜松リハビリテーション研究会は発展を続け、発行誌は国際標準逐次刊行物番号が附番されるなど、学会として認められるまでになった。たった一人で始めた取り組みが、静岡県を中心とするこの地の医療技術の向上に繋がっていった。

## 略歴
- 1953年 - 愛知県にて誕生[1]。
- 1975年 - 高知リハビリテーション学院理学療法学科卒業[5]。
- 2000年 - 佛教大学社会福祉学科通信教育課程卒業[10]。
- 2005年 - 浜松大学大学院経営学研究科修了[1][12]。
- 2006年 - 佛教大学保健医療技術学部助教授。
- 2007年 - 佛教大学保健医療技術学部准教授[15]。

## 著作

### 寄稿、分担執筆、等
- 細田多穂ほか編『理学療法士プロフェッショナル・ガイド――臨床の現場で役立つマネジメントのすべて』文光堂、2003年。ISBN 4830643129
- 奈良勲監修、内山靖編『理学療法学事典』医学書院、2006年。ISBN 4260000357
- 柳澤健編集『理学療法士ポケット・レビュー帳専門編』メジカルビュー社、2008年。ISBN 9784758306928
- 細田多穂監修、磯崎弘司ほか編『シンプル理学療法学シリーズ義肢装具学』南江堂、2009年。ISBN 9784524247073
- 細田多穂監修、原和彦ほか編『Q&Aフローチャートによる下肢切断の理学療法第4版』医歯薬出版、2018。ISBN 9784263265550

### 註釈
1. ↑  高知リハビリテーション専門職大学の設置に伴い、2019年より高知リハビリテーション学院は学生募集を停止した。
2. ↑  浜松大学健康プロデュース学部健康鍼灸学科、健康柔道整復学科の設置に伴い、2010年より常葉学園医療専門学校は学生募集を停止した。
3. ↑  浜松大学は、常葉学園大学、富士常葉大学と統合され、2013年に常葉大学が設置された。